# ウズベキスタンの大統領
ウズベキスタンの大統領（ウズベキスタンのだいとうりょう、ウズベク語: Ўзбекистон Республикасининг Президенти / O‘zbekiston Respublikasining Prezidenti）は、ウズベキスタン共和国の元首である。
1990年、ウズベク・ソビエト社会主義共和国は国家主権宣言とともに大統領職を制定した。大統領は18歳以上のウズベキスタン国民の直接選挙によって選出される。任期は1期につき5年（当初は5年であったが、2002年の憲法改正により延長され7年になったのちに、5年に短縮）であり、1回のみ再選可能。
初代大統領イスラム・カリモフが長く大統領を担った。2016年のカリモフの死去ののちシャフカト・ミルジヨエフが第2代大統領に就任した。
大統領公邸はククサロイ迎賓館である。カリモフが公邸として使用していたオクサロイ宮殿は、カリモフの死後は博物館となっている。

## 選出

### 資格
ウズベキスタン憲法では、大統領の資格として35歳以上であること、ウズベキスタンの公用語 (ウズベク語) を流暢に操ること、ウズベキスタン国内に最低10年居住していることを条件に挙げている。
憲法第92条により、大統領の役職に就任した際は、大統領は国民議会において以下の宣言をしなければならない。
| 「 | ウズベキスタン人民に忠実に奉仕し、憲法と共和国の法律に厳格に従い、市民の権利と自由を保証し、ウズベキスタン共和国大統領に課された義務を誠実に実行することを厳粛に誓う。 | 」 |

### 選挙法
憲法では、大統領はウズベキスタン共和国市民により、平等な無記名投票による直接選挙により選出されると規定している。

## 役割
ウズベキスタン憲法は大統領の職務と権限について以下のように規定している。
1. 市民の権利と自由、及び憲法とウズベキスタン共和国の法律の遵守を保証する。
2. ウズベキスタン共和国の主権、安全、領土保全の保護及び政体に関する決定の実現に対して必要な措置を行う。
3. 国内及び国際関係においてウズベキスタン共和国を代表する。
4. 交渉を行い共和国に関する国際条約や協定に署名し、交渉を行った国際条約や協定及びそれにより生じる義務の遵守を保証する。
5. 大統領に対して委任し派遣された外交官及びその他の代表の信任状と召喚状を受理する。
6. ウズベキスタン共和国の在外の外交官及びその他の代表の任命に際し、候補者を上院に提出する。
7. ウズベキスタン国民議会に対し国の社会経済生活、国内外の政策に関する年度報告書を提出する。
8. 執行機関を設置し、その指示を行う。省庁の最高機関と共和国の行政の連携を保障する。下院の認可に関し事後提出した法令を持って、省庁、国家委員会、その他の国家行政の設置と廃止を行う。
9. 上院に対し上院議長選挙の候補者を指名する。
10. 下院の決議と認可に従い、首相の任命と解任を行う。
11. 首相、内閣閣僚の任命及び解任を行う。
12. 上院の認可に従い検事総長と次長の任命及び解任を行う。
13. 上院に対し、憲法裁判所の裁判長と判事、最高裁判所の裁判長と判事、高等経済裁判所の裁判長と判事、中央銀行の総裁、自然保護国家委員会長の各役職の候補者を提出する。
14. 州、地区、市、経済裁判所の裁判長の任命と解任を行う。
15. 人民代議員会議の事後承認をもって州とタシュケント市の首長の任命及び解任を行う。大統領は憲法や共和国の法律に違反するもしくは役職の名誉と尊厳を汚す行動を行った人物に対し、自身の決定により地区と市の首長を解任する権限を持つ。
16. 国の行政機関や首長により通過した法令の一時停止もしくは廃止を行う。
17. 法令に署名し公布する。大統領は異議を唱えることで法案を差し戻し、国民議会において二回目の審議投票を行うようにする権限を有する。
18. ウズベキスタン共和国に対する攻撃もしくは侵略に対する相互防衛に関する条約義務の遂行が必要な場合に戦時宣言を行う。下院の認可を得るため72時間以内に政治決定を提出する。
19. 例外事項 (現実の外部からの脅威、大規模擾乱、大災害、自然災害、流行病)、市民の安全を保障するため、領土全域もしくは一部地域において非常事態宣言を行い、下院の認可を得るため72時間以内に政治決定を提出する。非常事態と認められる条件と手順は法により規定される。
20. ウズベキスタン軍最高司令官として軍最高司令部の任命及び解任を行い、軍の最高階級の授与を行う。
21. ウズベキスタン共和国勲章、メダル、表彰状を授与し、ウズベキスタン共和国の資格及び名誉称号を授与する;
22. 市民権に関する問題と政治亡命者の庇護の決定権を持つ。
23. 上院に対し、恩赦及び裁判所で有罪判決を受けた者に対する大赦に関する法案を提出する。
24. 国家保安庁を設置し、国家保安庁長官の任命と解任を上院で定められる政令の認可に従い行う。
25. 憲法及び共和国の法律で規定された他の権限を行使する。

## 大統領の一覧
| ウズベク・ソビエト社会主義共和国 (1991) |                                                                                              |                                    |                                    |                                      |                               |                                  |                         |
| 代                                      | 大統領                                                                                       | 大統領                             | 所属政党                           | 期                                   | 在任期間                      | 在任期間                         | 備考                    |
| 001                                     | イスラム・カリモフ Islom Abdug‘aniyevich Karimov Ислом Абдуғаниевич Каримов                  |                                    | ウズベキスタン共産党 （KP）        | 1                                    | 1990年3月24日 – 1991年12月1日 | 1年 + 252日                      |                         |
| 0(1)                                    | イスラム・カリモフ Islom Abdug‘aniyevich Karimov Ислом Абдуғаниевич Каримов                  | ウズベキスタン人民民主党 （XDP）   | 1991年11月1日 – 1991年12月1日      | 1                                    | 党名変更                      | 1年 + 252日                      |                         |
| ウズベキスタン共和国 (1991-現在)        |                                                                                              |                                    |                                    |                                      |                               |                                  |                         |
| 代                                      | 大統領                                                                                       | 大統領                             | 所属政党                           | 期                                   | 在任期間                      | 在任期間                         | 備考                    |
| 0(1)                                    | イスラム・カリモフ Islom Abdug‘aniyevich Karimov Ислом Абдуғаниевич Каримов                  |                                    | ウズベキスタン人民民主党 （XDP）   | 1                                    | 1991年12月1日 – 2000年1月9日  | 24年 + 276日 （計 26年 + 162日） | 任期延長                |
| 0(1)                                    | イスラム・カリモフ Islom Abdug‘aniyevich Karimov Ислом Абдуғаниевич Каримов                  | 2                                  | ウズベキスタン人民民主党 （XDP）   | 2000年1月9日 – 2007年11月6日         | 任期延長                      | 24年 + 276日 （計 26年 + 162日） |                         |
| 0(1)                                    | イスラム・カリモフ Islom Abdug‘aniyevich Karimov Ислом Абдуғаниевич Каримов                  | 2                                  | ウズベキスタン自由民主党 （LIDEP） | 2007年11月6日 – 2008年1月16日        | 党籍変更                      | 24年 + 276日 （計 26年 + 162日） |                         |
| 0(1)                                    | イスラム・カリモフ Islom Abdug‘aniyevich Karimov Ислом Абдуғаниевич Каримов                  | 3                                  | ウズベキスタン自由民主党 （LIDEP） | 2008年1月16日 – 2015年4月10日        |                               | 24年 + 276日 （計 26年 + 162日） |                         |
| 0(1)                                    | イスラム・カリモフ Islom Abdug‘aniyevich Karimov Ислом Абдуғаниевич Каримов                  | 4                                  | ウズベキスタン自由民主党 （LIDEP） | 2015年4月10日 – 2016年9月2日         | 任期短縮 在任中に死去         | 24年 + 276日 （計 26年 + 162日） |                         |
| 00－                                    | ニグマティラ・ユルダシェフ Nig‘matilla To‘lqinovich Yo‘ldoshev Нигматилла Тулкинович Юлдашев | 4                                  |                                    | ウズベキスタン国民復興民主党 （MDP） | 2016年9月2日 – 2016年9月8日   | 6日                              | 大統領代行 （上院議長） |
| 00－                                    | シャフカト・ミルジヨエフ Shavkat Miromonovich Mirziyoyev Шавкат Миромонович Мирзиёев         | 4                                  |                                    | ウズベキスタン国民復興民主党 （MDP） | 2016年9月8日 – 2016年12月14日 | 97日                             | 大統領代行 （首相）     |
| 002                                     | シャフカト・ミルジヨエフ Shavkat Miromonovich Mirziyoyev Шавкат Миромонович Мирзиёев         | ウズベキスタン自由民主党 （LIDEP） | 5                                  | 2016年12月14日 – 2021年11月6日       | 8年 + 88日                    |                                  |                         |
| 002                                     | シャフカト・ミルジヨエフ Shavkat Miromonovich Mirziyoyev Шавкат Миромонович Мирзиёев         | ウズベキスタン自由民主党 （LIDEP） | 6                                  | 2021年11月6日 – （現職）             | 8年 + 88日                    |                                  |                         |

## 近年の選挙
| 候補                     | 政党                         | 得票数     | %      |
| ------------------------ | ---------------------------- | ---------- | ------ |
| シャフカト・ミルジヨエフ | ウズベキスタン自由民主党     | 12,988,964 | 80.31  |
| Maqsuda Vorisova         | ウズベキスタン人民民主党     | 1,075,016  | 6.65   |
| Alisher Qodirov          | ウズベキスタン国民復興民主党 | 888,515    | 5.49   |
| Narzullo Oblomurodov     | 環境党 (ウズベキスタン)      | 670,641    | 4.15   |
| Bahrom Abduhalimov       | 公正社会民主党               | 549,766    | 3.40   |
| 有効票                   | 有効票                       | 16,172,902 | 99.76  |
| 無効票/白票              | 無効票/白票                  | 39,441     | 0.24   |
| 合計                     | 合計                         | 16,212,343 | 100.00 |
| 登録有権者/投票率        | 登録有権者/投票率            | 20,158,907 | 80.42  |
| 出典                     |                              |            |        |

| 候補                     | 政党                         | 得票数     | %     |
| ------------------------ | ---------------------------- | ---------- | ----- |
| シャフカト・ミルジヨエフ | ウズベキスタン自由民主党     | 15,906,724 | 88.61 |
| Hotamjon Ketmonov        | ウズベキスタン人民民主党     | 669,187    | 3.73  |
| Narimon Umarov           | 公正社会民主党               | 619,972    | 3.46  |
| Sarvar Otamuratov        | ウズベキスタン国民復興民主党 | 421,055    | 2.35  |
| 無効票/白票              | 無効票/白票                  | 334,729    | –     |
| 合計                     | 合計                         | 17,951,667 | 100   |
| 登録有権者/投票率        | 登録有権者/投票率            | 20,461,805 | 87.73 |
| 出典                     |                              |            |       |